# Football Club Crotone 2013-2014
Questa voce raccoglie le informazioni riguardanti il Football Club Crotone nelle competizioni ufficiali della stagione 2013-2014.

## Stagione
Nella stagione 2013-2014 il Crotone sempre allenato da Massimo Drago disputa il decimo campionato di Serie B della sua storia.
Nel mercato estivo, il Crotone rinforza la rosa con Bernardeschi, Cataldi, Prestia, Gomis, e Abou Diop.
Inoltre vengono ceduti Gabionetta, Ligi e Loviso.
Il Crotone perde nelle prime due giornate contro Siena (5-2) e Cesena (1-2). Il primo successo stagionale arriva alla 4ª giornata, il 14 settembre in casa per 1-0 contro lo Spezia.
Inoltre, la partita contro il Siena, a fine stagione rientra tra i record stagionali a pari merito con altre 2 partite, per esser stata la partità con più gol del campionato.
Alla 5ª e alla 6ª giornata arrivano altri due successi rispettivamente contro il Brescia (1-2) ed il Modena (3-1).
Per quasi tutta la durata della stagione viaggia sempre tra le prime 8 classificate.
I pitagorici hanno concluso la regular season al 6º posto a 63 punti, a pari punti con il Bari (la squadra del capoluogo pugliese ha subito 4 punti di penalizzazione per diverse irregolarità economiche ed amministrative) accedendo ai Play-off, successivamente persi il 3 giugno 2014 all'Ezio Scida, proprio contro il Bari per 3-0 in favore dei pugliesi.

## Divise e sponsor
Il fornitore ufficiale di materiale tecnico per la stagione 2013-2014 è Zeus Sport, mentre lo sponsor di maglia è V&V Group.
| 1ª divisa | 2ª divisa |

## Organigramma societario
Area direttiva
- Presidente: Raffaele Vrenna
- Vice Presidente: Salvatore Gualtieri
- Amministratore delegato: Gianni Vrenna
- Direttore sportivo: Beppe Ursino
- Team Manager: Emanuele Roberto
- Amministrazione: Rosario Panebianco
- Segretario sportivo: Anselmo Iovine
- Responsabile stadio: Franco Alessi

Area tecnica
- Direttore sportivo: Giuseppe Ursino
- Allenatore: Massimo Drago
- Allenatore in seconda: Giuseppe Galluzzo
- Collaboratore tecnico: Ivan Moschella
- Preparatore/i atletico/i: Andrea Nocera
- Preparatore dei portieri: Antonio Macrì
- Responsabile Scout: Antonio Beltrame

Area sanitaria
- Responsabile sanitario: Francesco Polimeno
- Medici sociali: Loris Broccolo e Livio Perticone
- Osteopata: Rocco Massara
- Massaggiatori: Armando Cistaro e Pietro Cistaro

## Rosa
| N. |                    | Ruolo | Calciatore                 |
| -- | ------------------ | ----- | -------------------------- |
| 1  | Italia (bandiera)  | P     | Emanuele Concetti          |
| 2  | Italia (bandiera)  | D     | Cristian Riggio            |
| 3  | Italia (bandiera)  | D     | Giuseppe Prestia           |
| 4  | Italia (bandiera)  | C     | Antonio Galardo (capitano) |
| 5  | Italia (bandiera)  | D     | Michele Cremonesi          |
| 6  | Italia (bandiera)  | C     | Jacopo Dezi                |
| 7  | Italia (bandiera)  | D     | Antonio Mazzotta           |
| 8  | Italia (bandiera)  | C     | Lorenzo Crisetig           |
| 9  | Marocco (bandiera) | C     | Soufiane Bidaoui           |
| 10 | Italia (bandiera)  | C     | Pietro De Giorgio          |
| 11 | Italia (bandiera)  | A     | Giuseppe Torromino         |
| 11 | Italia (bandiera)  | C     | Luca Giannone              |
| 12 | Brasile (bandiera) | P     | Caio Secco                 |
| 13 | Italia (bandiera)  | D     | Antonio Meola              |
| 14 | Italia (bandiera)  | D     | Alessandro Ligi            |
| 15 | Italia (bandiera)  | A     | Andrea Tripicchio          |
| 16 | Croazia (bandiera) | C     | Tomislav Šarić             |

| N. |                    | Ruolo | Calciatore            |
| -- | ------------------ | ----- | --------------------- |
| 17 | Uruguay (bandiera) | A     | Gonzalo Mastriani     |
| 17 | Senegal (bandiera) | A     | Abou Diop             |
| 18 | Italia (bandiera)  | D     | Lorenzo Del Prete     |
| 19 | Italia (bandiera)  | A     | Filippo Boniperti     |
| 20 | Italia (bandiera)  | C     | Stefano Pettinari     |
| 21 | Italia (bandiera)  | D     | Giuseppe Abruzzese    |
| 22 | Italia (bandiera)  | P     | Alfred Gomis          |
| 23 | Italia (bandiera)  | D     | Emanuele Suagher      |
| 24 | Italia (bandiera)  | C     | Andrea Romanò         |
| 25 | Italia (bandiera)  | C     | Davide Leto           |
| 26 | Camerun (bandiera) | C     | Kelvin Matute         |
| 27 | Svezia (bandiera)  | A     | Mikael Ishak          |
| 28 | Italia (bandiera)  | C     | Danilo Cataldi        |
| 29 | Italia (bandiera)  | A     | Federico Bernardeschi |
| 30 | Italia (bandiera)  | P     | Nicholas Caglioni     |
|    | Italia (bandiera)  | C     | Gabriele Paonessa     |
|    | Mali (bandiera)    | C     | Mamadou Diakité       |

## Risultati

### Serie B

#### Girone di andata
| Arbitro: | Borriello (Mantova) |

|                                                         |           |                 |
| D'Agostino 16’ 41’ Paolucci 26’ Rosina 78’ Pulzetti 88’ | Marcatori | 48’, 82’ Matute |

| Arbitro: | Pairetto (Nichelino) |

|              |           |                               |
| Torromino 9’ | Marcatori | 51’ Rodríguez 82’ (aut.) Ligi |

| Arbitro: | Nasca (Bari) |

|                         |           |                                  |
| Maniero 43’ Nielsen 58’ | Marcatori | 30’ (rig.), 77’ (rig.) Torromino |

| Arbitro: | Manganiello (Pinerolo) |

|                     |           |  |
| Torromino 8’ (rig.) | Marcatori |  |

| Arbitro: | Saia (Palermo) |

|               |           |                                |
| Di Cesare 49’ | Marcatori | 39’ Bernardeschi 42’ Pettinari |

| Arbitro: | La Penna (Roma 1) |

|                               |           |             |
| Matute 26’ Dezi 36’ Ishak 84’ | Marcatori | 54’ Belloni |

| Arbitro: | Di Bello (Brindisi) |

|                |           |  |
| Donnarumma 75’ | Marcatori |  |

| Arbitro: | Gavillucci (Latina) |

|                         |           |  |
| Ishak 40’ Torromino 53’ | Marcatori |  |

| Arbitro: | Aureliano (Bologna) |

|                |           |                             |
| João Silva 67’ | Marcatori | 33’ Del Prete 62’ Pettinari |

| Arbitro: | Roca (Foggia) |

|                 |           |                             |
| Pettinari 90+2’ | Marcatori | 47’ Falcinelli 88’ Casarini |

| Arbitro: | Maresca (Napoli) |

|                       |           |                                         |
| Antenucci 6’ Nolé 55’ | Marcatori | 9’ Pettinari 42’ Bidaoui 90’ De Giorgio |

| Arbitro: | Chiffi (Padova) |

|                               |           |                  |
| Abruzzese 9’ Bernardeschi 73’ | Marcatori | 11’, 69’ Lazzari |

| Arbitro: | Di Paolo (Avezzano) |

|                      |           |                       |
| Abruzzese 33’ (aut.) | Marcatori | 10’, 23’ Bernardeschi |

| Arbitro: | Bruno (Torino) |

|                           |           |  |
| Pavoletti 16’ (rig.), 73’ | Marcatori |  |

| Arbitro: | Ciampi (Roma 1) |

|                                      |           |                             |
| Bernardeschi 5’ Bidaoui 37’ Dezi 43’ | Marcatori | 18’ Zappacosta 36’ Castaldo |

| Padova 30 novembre 2013, ore 15:00 CET 16ª giornata | Padova               | 0 – 0 referto | Crotone | Stadio Euganeo (4 774 spett.)\| Arbitro: \| Cervellera (Taranto) \| |
| Arbitro:                                            | Cervellera (Taranto) |               |         |                                                                     |

| Arbitro: | Merchiori (Ferrara) |

|                     |           |               |
| Crisetig 42’ (rig.) | Marcatori | 15’ Maccarone |

| Arbitro: | Aureliano (Bologna) |

|                                    |           |                                           |
| Cottafava 65’ Del Prete 84’ (aut.) | Marcatori | 18’ (aut.) Brosco 47’ Ligi 79’ De Giorgio |

| Arbitro: | Saia (Palermo) |

|                    |           |                |
| Contini 56’ (aut.) | Marcatori | 24’ Di Carmine |

| Arbitro: | Pasqua (Tivoli) |

|          |           |  |
| Abate 9’ | Marcatori |  |

| Arbitro: | Di Bello (Brindisi) |

|          |           |                           |
| Dezi 63’ | Marcatori | 3’ Hernández 58’ Lafferty |

#### Girone di ritorno
| Crotone 27 gennaio 2014, ore 20:30 CET 22ª giornata | Crotone              | 0 – 0 referto | Siena | Stadio Ezio Scida (4 366 spett.)\| Arbitro: \| Pairetto (Nichelino) \| |
| Arbitro:                                            | Pairetto (Nichelino) |               |       |                                                                        |

| Arbitro: | Ghersini (Genova) |

|               |           |  |
| Rodríguez 70’ | Marcatori |  |

| Arbitro: | Baracani (Firenze) |

|                                   |           |  |
| Bernardeschi 29’, 61’ Cataldi 66’ | Marcatori |  |

| Arbitro: | Candussio (Cervignano del Friuli) |

|                                         |           |                  |
| Giannetti 1’ Seymour 23’ Datković 45+1’ | Marcatori | 70’ Bernardeschi |

| Arbitro: | Cervellera (Taranto) |

|                     |           |  |
| Mazzotta 21’ (rig.) | Marcatori |  |

| Arbitro: | Minelli (Varese) |

|                               |           |  |
| Zoboli 45’ Babacar 77’ (rig.) | Marcatori |  |

| Arbitro: | Pasqua (Tivoli) |

|                       |           |  |
| Giannone 2’ Ishak 80’ | Marcatori |  |

| Arbitro: | Ciampi (Roma) |

|             |           |                                                   |
| Gerardi 73’ | Marcatori | 65’ Cataldi 75’ Ishak 84’ (rig.), 90+4’ Pettinari |

| Crotone 22 marzo 2014, ore 15:00 CET 30ª giornata | Crotone             | 0 – 0 referto | Bari | Stadio Ezio Scida (4 596 spett.)\| Arbitro: \| Aureliano (Bologna) \| |
| Arbitro:                                          | Aureliano (Bologna) |               |      |                                                                       |

| Arbitro: | Maresca (Napoli) |

|  |           |                  |
|  | Marcatori | 55’ Bernardeschi |

| Arbitro: | Candussio (Cervignano del Friuli) |

|               |           |          |
| Pettinari 48’ | Marcatori | 22’ Masi |

| Arbitro: | Ghersini (Genova) |

|             |           |                |
| Manconi 16’ | Marcatori | 47’ De Giorgio |

| Crotone 12 aprile 2014, ore 15:00 CEST 34ª giornata | Crotone         | 0 – 0 referto | Carpi | Stadio Ezio Scida (4 975 spett.)\| Arbitro: \| Pasqua (Tivoli) \| |
| Arbitro:                                            | Pasqua (Tivoli) |               |       |                                                                   |

| Arbitro: | Manganiello (Pinerolo) |

|                                                  |           |                    |
| Giannone 15’ Cataldi 48’ Bernardeschi 85’ (rig.) | Marcatori | 10’, 70’ Pavoletti |

| Arbitro: | Pinzani (Empoli) |

|                             |           |  |
| Schiavon 9’ Galabinov 90+3’ | Marcatori |  |

| Arbitro: | Merchiori (Ferrara) |

|                           |           |             |
| Bidaoui 24’ Pettinari 85’ | Marcatori | 76’ Improta |

| Arbitro: | Nasca (Bari) |

|                               |           |             |
| Maccarone 9’, 36’ Verdi 90+2’ | Marcatori | 52’ Cataldi |

| Arbitro: | Baracani (Firenze) |

|  |           |             |
|  | Marcatori | 2’ Alhassan |

| Arbitro: | Chiffi (Padova) |

|                         |           |                                        |
| Doukara 18’ Caserta 57’ | Marcatori | 27’ Bernardeschi 90+1’ (rig.) Giannone |

| Arbitro: | Di Paolo (Avezzano) |

|                                |           |             |
| Bernardeschi 40’ Pettinari 52’ | Marcatori | 31’ Mancosu |

| Palermo 30 maggio 2014, ore 20:30 CEST 42ª giornata | Palermo          | 0 – 0 referto | Crotone | Stadio Renzo Barbera (15 490 spett.)\| Arbitro: \| Ostinelli (Como) \| |
| Arbitro:                                            | Ostinelli (Como) |               |         |                                                                        |

#### Play-off
| Arbitro: | Candussio (Cervignano del Friuli) |

|  |           |                                             |
|  | Marcatori | 28’ Galano 90+1’ João Silva 90+5’ Sciaudone |

### Coppa Italia
| Arbitro: | Maresca (Napoli) |

|                    |           |  |
| Pettinari 39’, 51’ | Marcatori |  |

| Arbitro: | Valeri (Roma) |

|             |           |  |
| Gerardi 48’ | Marcatori |  |